# Yovie & Nuno
Yovie & Nuno es una banda musical de Indonesia que se creó en Bandung, Java Occidental, custodiado por Yovie Widianto, Dudi Oris, Diat, Gail, Ersta, y  Rere, en el inicio de la formación, se llevó a cabo en el mes de marzo de 2004. A finales de 2007, con la renuncia de Gail, Ersta y Rere, cambió de integrantes de la adición, con la incorporación de su nuevo vocalista Dikta y del guitarrista Diat.
En el IAM Awards 2009, Yovie y Nuno obtuvo la nominación de seis numerosas categorías, incluyendo como mejor álbum, mejor producción, y mejor trabajo de producción.

## Discografía
- Semua Bintang (2001) - dengan nama Yovie & Nuno.
- Kemenangan Cinta (2005) - dengan nama Yovie & The Nuno.
- The Special One (2007) - dengan nama Yovie & Nuno.
- Winning 11 (2010)